# کاکایی هواهاین
کاکایی هواهاین (نام علمی: Larus utunui) نام یک گونه از سرده مرغ‌های نوروزی رنگین‌سر بود. استخوان‌های این پرنده در پلی‌نزی فرانسه یافت شده‌اند.